# 江口大象
江口 大象（えぐち たいしょう、本名：江口 啓爾（けいじ）1935年（昭和10年）1月31日 - 2020年（令和2年）9月3日）は、日本の書家。

## 生涯
中国青島市出身。本籍は佐賀県佐賀市。父親の仕事の関係で小学四年生頃まで中国で過ごし、戦後帰国した後東京学芸大学書道科を卒業。1990年には師の小坂奇石の後を継いで書道研究璞社（ぼくしゃ）会長に就任した。
月刊書道研究誌「書源」「みなもと」主幹。日展特別会員。日本書芸院顧問。全国書美術振興会参事。読売書法会常任理事。
2020年9月3日に死去。85歳没。
法名は彰源院釋大象。

## 主な門弟
- 山本大悦（璞社会長・日展会員・日本書芸院常務理事）
- 淺田大遠（璞社総務・日本書芸院評議員）
- 福山大轟（璞社総務・日本書芸院評議員）
- 川崎大開（璞社総務・日本書芸院理事）
- 阪野鑑（璞社総務・日本書芸院一科審査会員）

## 略歴
- 1935年（昭和10年） - 1月31日中国青島に生まれる。
- 1946年（昭和21年） - 帰国。両親の故郷佐賀に移る。
- 1952年（昭和27年） - 第二回佐賀県展第一席（県教育委員会賞）
- 1953年（昭和28年） - 小坂奇石師事
- 1954年（昭和29年） - 東京学芸大学特設書道科入学（1958年卒業）。大学寮にて、後の日本教育書道芸術院創立者である大溪洗耳と同室になる。
- 1958年（昭和33年） - 大阪府立市岡高校にて教職に就く。
- 1959年（昭和34年） - 日展初入選。
- 1967年（昭和42年） - 月刊書道研究誌「書源」創刊。
- 1981年（昭和56年） - 大阪府立市岡高校教諭退職。
- 1990年（平成2年） - 璞社会長就任。
- 2010年（平成22年） - 第54回現代書道二十人展の新メンバーとして選ばれる。日展で日展会員賞受賞。
- 2019年（令和元年） - 紺綬褒章受章[3]。